# 黛西·科尔曼
凯瑟琳·黛西·科尔曼（英語：Catherine Daisy Coleman，1997年3月30日—2020年8月4日）是美国性虐待幸存人士支持者、女演员和制片人。她在14岁时遭受性侵的经历被反映在2016年上映的纪录片《奥德里与黛西》，而本片也获得了2016年的电影之眼荣誉奖。科尔曼与人共同建立了非营利组织，该组织旨在防止校园性侵案件的发生。黛西·科尔曼于2020年8月4日自杀，得年23岁。

## 早年境况
黛西·科尔曼是梅琳达·科尔曼（Melinda Coleman）与迈克尔·科尔曼（Michael Coleman）的女儿；她的父亲是一名医生，于2009年死于一场交通事故。她还有三个兄弟。

## 性侵往事
2012年1月，17岁的马修·巴内特（Matthew Barnett）因涉嫌强奸和性侵当时年仅14岁的黛西·科尔曼而被捕。同时，另一名15岁的男子也因涉嫌强奸和性侵科尔曼的13岁女伴而遭逮捕；此外，另有一名男孩承认用电话记录了巴内特的所谓“侵犯”经过。2013年，该县的检察官撤销了对马修·巴内特的重罪和轻罪指控，因为其是颇具影响力的密苏里州前州众议员雷克斯·巴内特的孙子；而同时，诺德韦县检察官却对第三名男孩提起性剥削的重罪指控，这引发了巨大争议。
2013年10月，有关此案的报道再度喧嚣尘上，这引发了包括匿名者在内诸多网络社区的愤怒。迈克尔·沙弗尔 (新闻记者)在他为《新共和》撰写的有关本案的报道中将案发地马里维尔形容为“不法的人间地狱（lawless hellhole）”。
2014年，一名特别检察官负责重新调查此案。马修·巴内特因涉嫌将14歲且昏迷的黛西遺留在雪地而依危害儿童福利的二级轻罪被起诉，最后他被密苏里州巡回法庭法官格伦·迪特里希（Glen Dietrich）判处四个月监禁并缓期两年执行的感化令。而强奸科尔曼13歲友人的男生则因襲擊罪在少年法庭被判刑。

## 演出作品
| 首映年代 | 电影名           | 导演                          | 饰演角色 |
| -------- | ---------------- | ----------------------------- | -------- |
| 2019年   | 《拯救黛西》     | 叶拉·费农（Ella Fairon）                 | 她自己   |
| 2016年   | 《奥德里与黛西》 | 波尼·科恩（Bonni Cohen） / 乔恩·申克（Jon Shenk） | 她自己   |

## 延伸阅读
- . Seventeen Magazine.   [2020-08-10]. （原始内容存档于2021-02-14）.